# Янко Трифонов
Янко Трифонов Янков е български опълченец.

## Биография
Роден е в 1852 година в село Вевчани, Охридско, тогава в Османската империя. При създаването на Българското опълчение постъпва на 7 май 1877 година като доброволец във II рота на II дружина. Уволнява се от Опълчението на 29 юни 1878 година.
След Освобождението живее в Свободна България – в Сливен. Установява се в село Градец, Сливенско. Занимава се със зидарлък, работи и като пъдар.
Умира на 27 ноември 1922 година.